# Schlüchtern
Schlüchtern est une ville allemande située dans le land de la Hesse et l'arrondissement de Main-Kinzig.

## Histoire
- Histoire des Juifs et de leur synagogue avant la Seconde Guerre mondiale

## Jumelages
La ville de Schlüchtern est jumelée avec :
- Jarocin (Pologne) depuis le 24 octobre 2003
- Fameck (France) depuis le 24 novembre 2011